# Akola
Akola là một thành phố và là nơi đặt hội đồng đô thị (municipal council) của quận Akola thuộc bang Maharashtra, Ấn Độ.

## Địa lý
Akola có vị trí 17°59′B 75°15′Đ / 17,98°B 75,25°Đ Nó có độ cao trung bình là 501 mét (1643 foot).

## Nhân khẩu
Theo điều tra dân số năm 2001 của Ấn Độ, Akola có dân số 399.978 người. Phái nam chiếm 52% tổng số dân và phái nữ chiếm 48%. Akola có tỷ lệ 75% biết đọc biết viết, cao hơn tỷ lệ trung bình toàn quốc là 59,5%: tỷ lệ cho phái nam là 80%, và tỷ lệ cho phái nữ là 71%. Tại Akola, 13% dân số nhỏ hơn 6 tuổi.